# Barco de la Paz

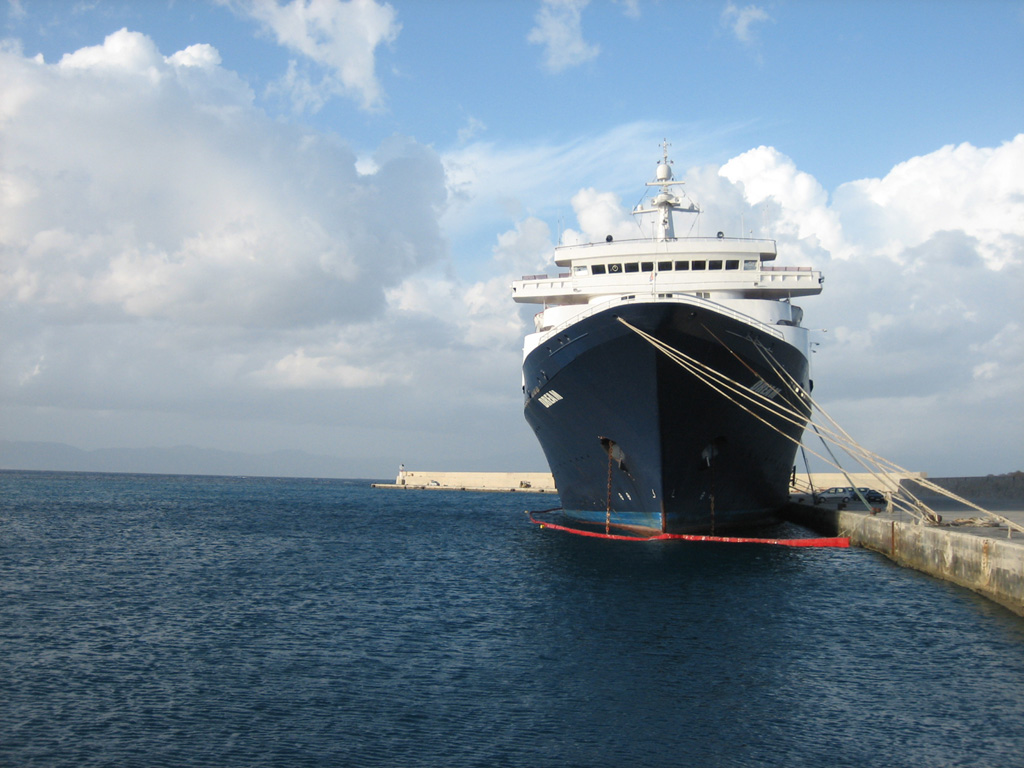
El MS Clipper Pearl, Entró en Operaciones en “Peace Boat” en el Año 2008 y terminó sus Operaciones en él Año 2009 y fue transferido a Caspi Cruises y fue renombrado como “Festival”

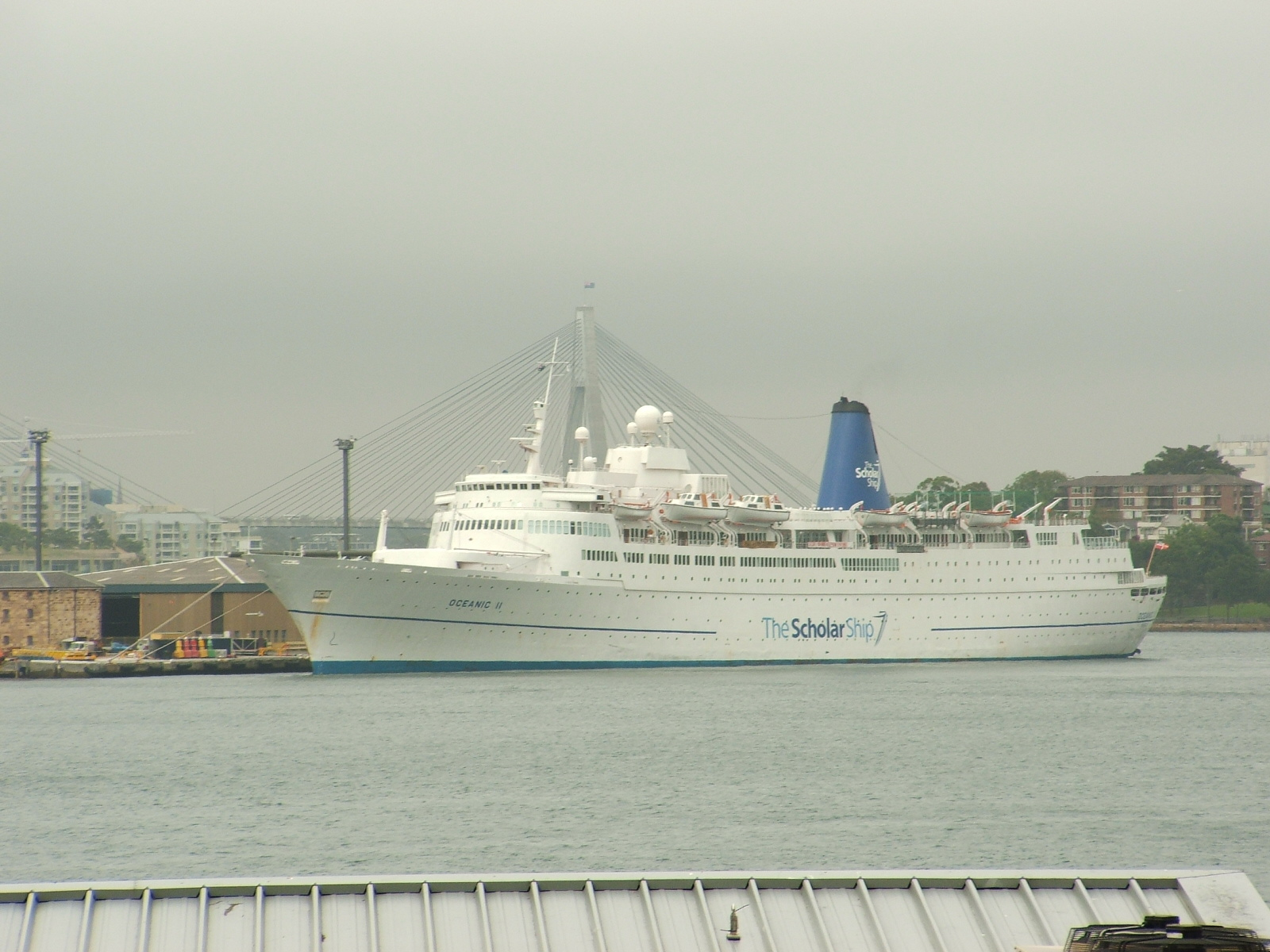
El MS Mona Lisa, Fue adquirido en el Año 2008 Por “Peace Boat”, en 2009 antes de salir de la Flota de “Peace Boat” Cubrió la temporada de viajes de Verano y ese mismo año salió de la Flota y después fue adquirido por Nelson Seereisen

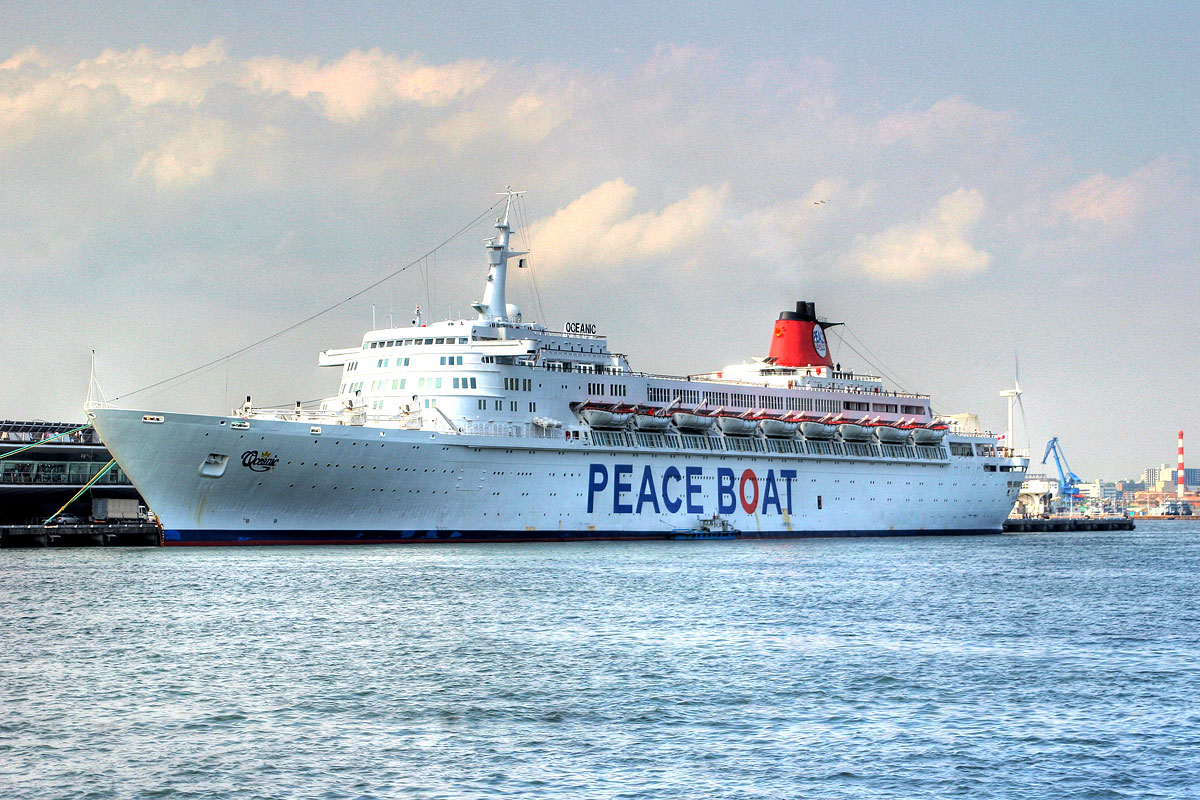
El SS Oceanic, fue adquirido en el Año 2009 después de compararlo a Pullmantur Cruises, Su viaje inaugural fue un Viaje Global es decir un Viaje en el que irían a casi todo el Mundo, “Peace Boat” tenía el Plan de convertir el Motor del Barco a “MS” Pero salía muy caro para “Peace Boat”, En 2010 fue asaltado por piratas con lujo de Violencia tirando granadas al barco pero fallando en el intento, En 2012 salió de la Flota ya que lo sustituyó el nuevo barco de “Peace Boat” y fue atracado en Zhoushan, China Para ser desguasado.

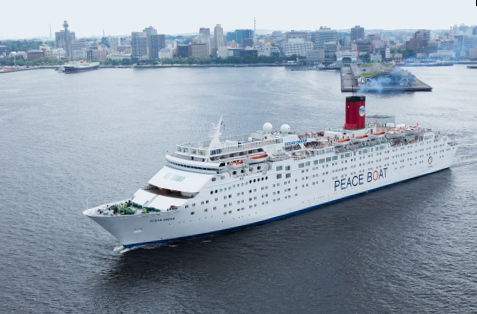
Después de vender el SS Oceanic como chatarra en el 2012 “Peace Boat” ese mismo año Adquirido el MS Ocean Dream de Pullmatur Cruises, En 2020 fue vendido como chatarra por la situación que estaba ocurriendo y en julio de ese mismo año fue atracado en Alang, India para iniciar su chatarrización.

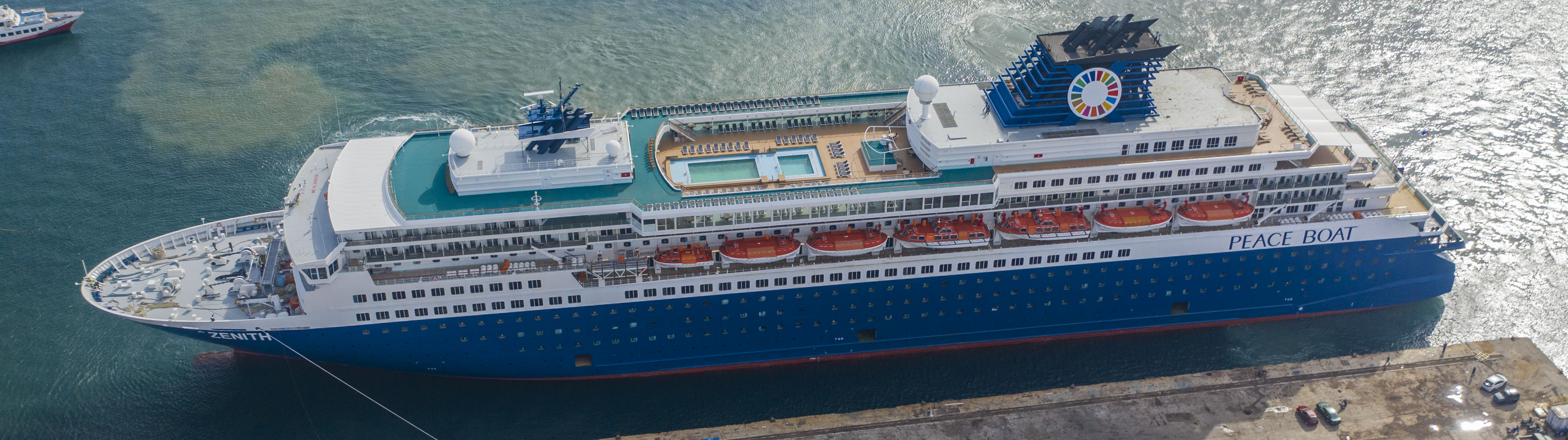
En el 2020 adquirido “Peace Boat” el MV The Zenith de Pullmantur Cruises, En el 2021 fue vendido debido a que no fue muy rentable para “Peace Boat”.

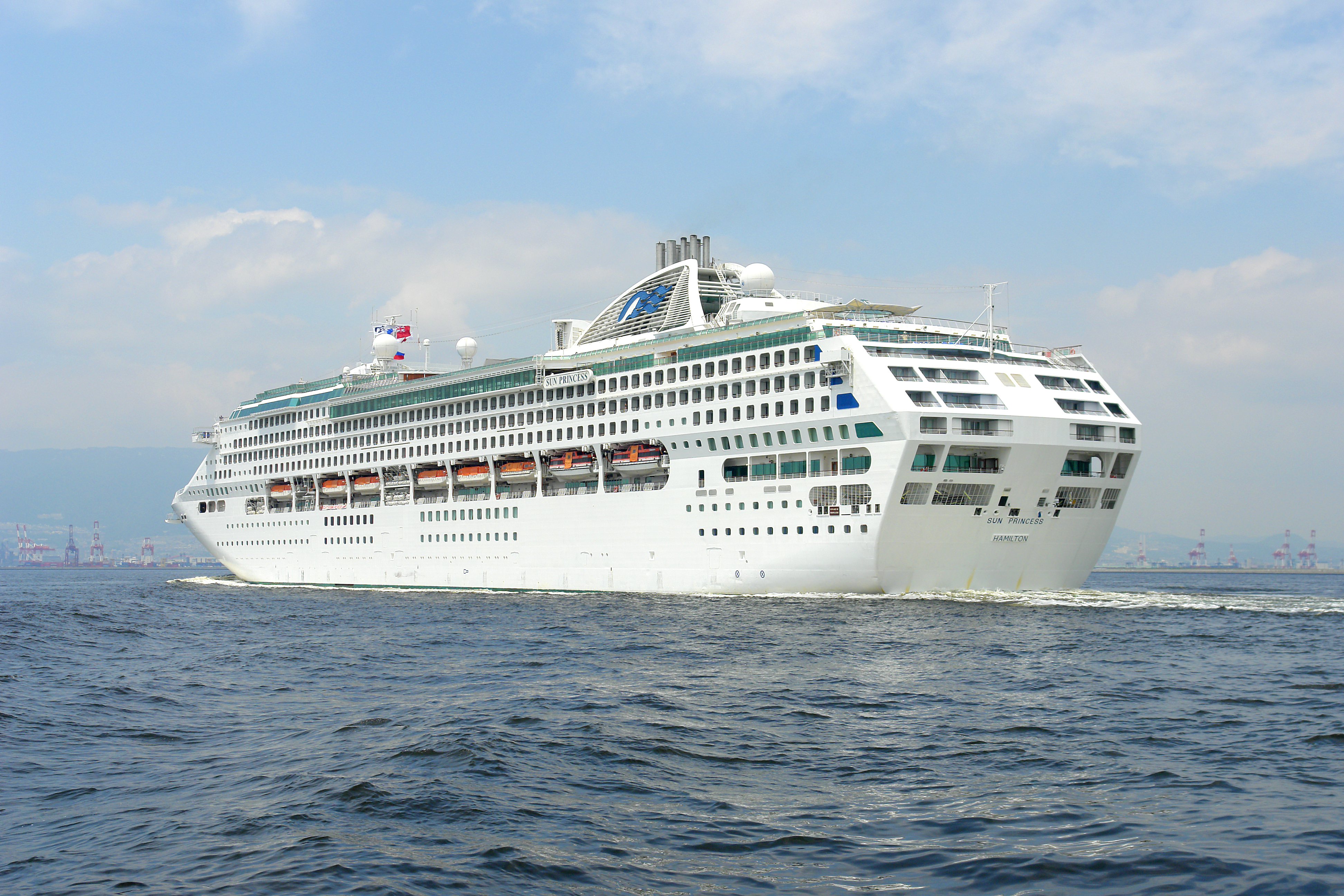
El MS Pacific World que con anterioridad se llamaba “Sun Princess” Para en ese tiempo operaba para Princess Cruises Line, en el año 2020 fue adquirido por “Peace Boat” y se renombre Pacific World y hoy en día sigue operando para “Peace Boat”.

Barco de la Paz  (en inglés: Peace boat), es una organización no gubernamental que tiene como objetivo promover la paz, los derechos humanos, el desarrollo sostenible y concientizar sobre el medio ambiente. Tiene un buque insignia de igual nombre. 
El barco de la paz pretende crear conciencia y generar acciones con el fin de lograr cambios sociales y políticos en el mundo.
Fue fundada en 1983.
Su principal propósito es promover acciones que generen cambios productivos en los pasajeros y en los encuentros que este proporciona. Con sede central en Tokio, Japón. Cuenta con nueve Centros de Paz ubicados en Japón, Nueva York y representantes en Europa, Latinoamérica, Asia del Sur y Medio Oriente.

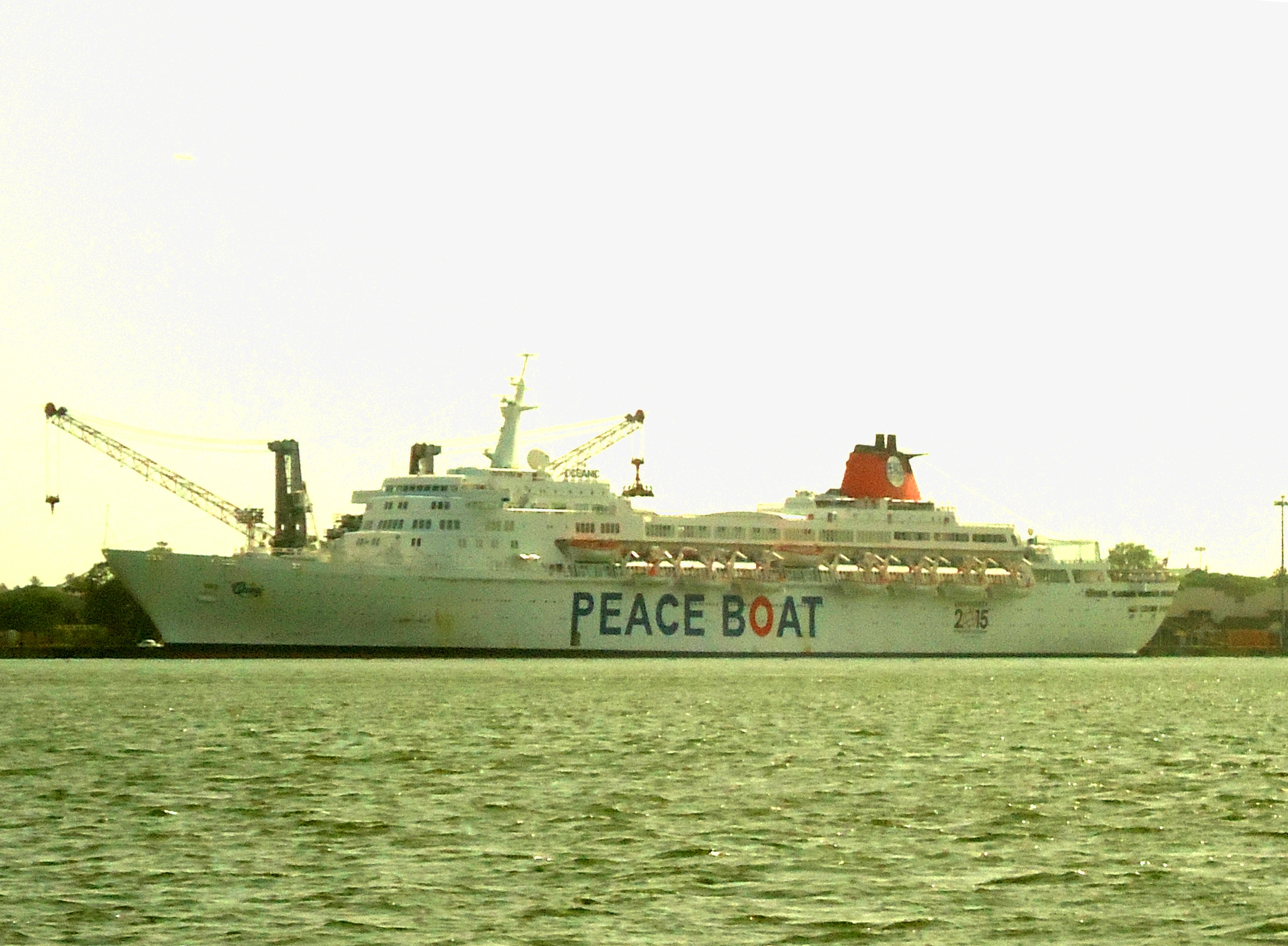
Barco de la Paz

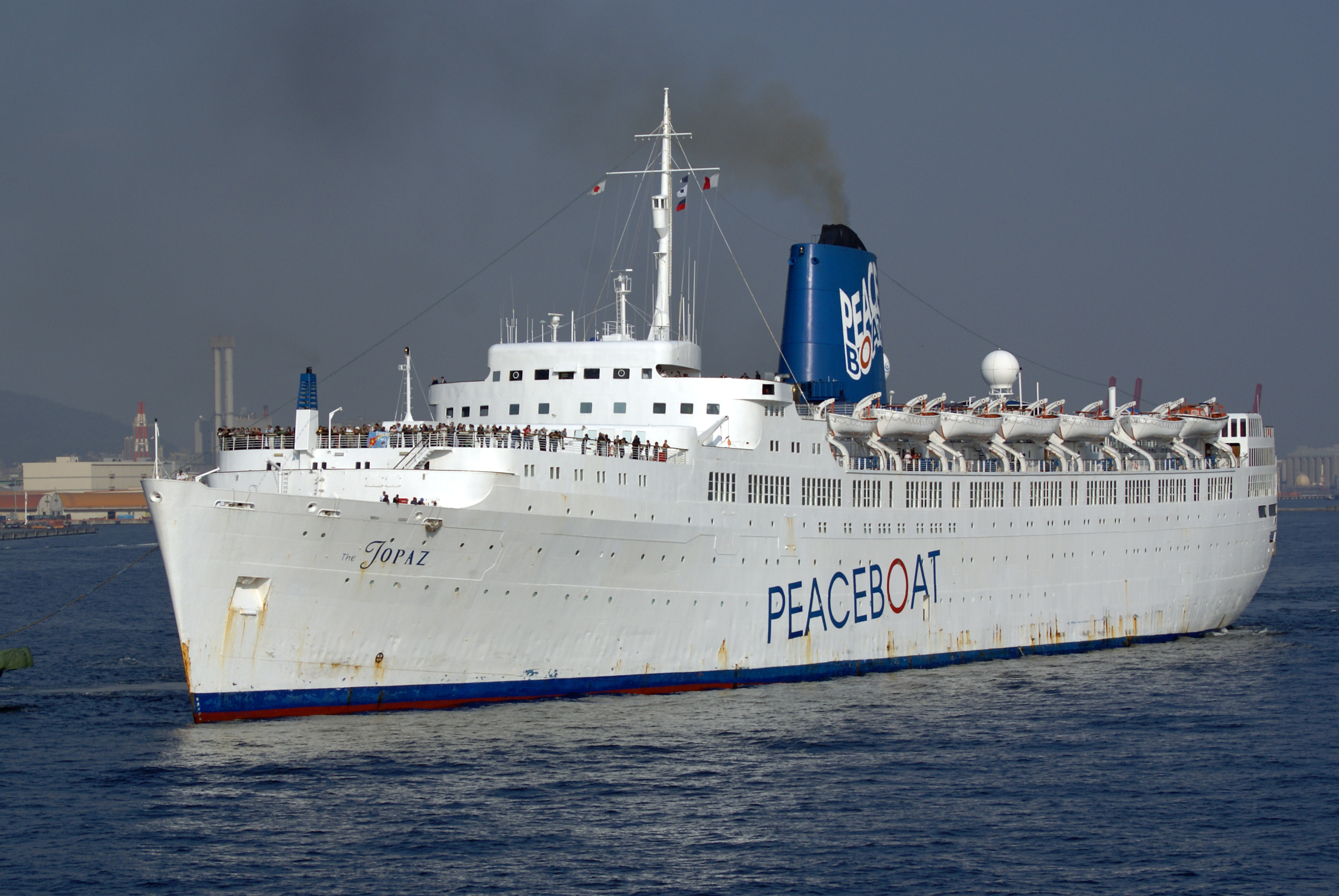
El TSS Topaz, Empezó sus operaciones en “Peace Boat” en el 2003 y saldría de la Flota de “Peace Boat” en el Año 2008,

Barcos de Peace Boat con el paso de los años: 
TSS The Topaz

2003 - 2008
MS Clipper Pearl
2008 - 2009
SS Mona Lisa
2008 - 2009
SS The Oceanic
2009 - 2012
MS Ocean Dream
2012 - 2020
MV The Zenith
2020 - 2021
MS Pacific World
2020 - Actualmente